# 밥 블랙

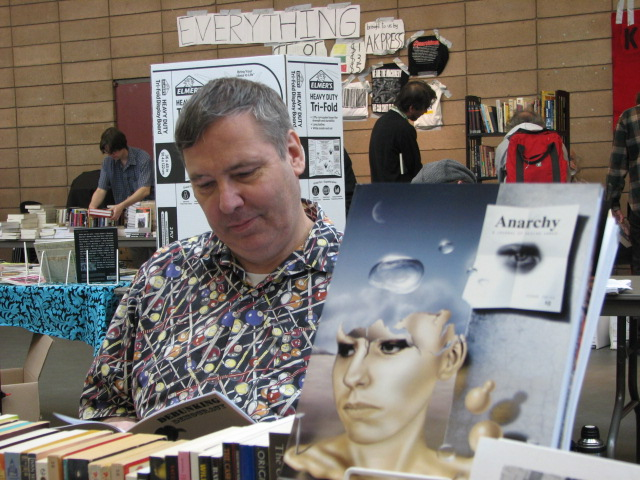
밥 블랙

로버트 찰스 블랙 주니어(Robert Charles Black, Jr., 1951년 1월 4일 ~ ), 간단히 밥 블랙(Bob Black)은 미국의 아나키스트이다. 《The Abolition of Work》, 《Beneath the Underground》, 《Friendly Fire》, 《Anarchy After Leftism》, 《Defacing the Currency》 등 많은 정치 에세이를 발간하였다.
블랙은 그의 "보수주의자일 뿐인 자유지상주의자(The Libertarian as Conservative)"라는 글에서 우익 자유지상주의자에 대해 "자유지상주의자는 그저 약빠는 공화당원에 불과하다."고 언급하기도 했다.
국가 권위주의를 악마화하면서 사실상 그와 다르지 않은 세계를 지배하는 대규모 기업과의 굴욕적인 계약을 무시하는 것은 최악의 페티시즘이다... 당신의 포 맨이나 감독관은 경찰이 10년 동안 할 수 있는 것보다 일주일 동안 더욱 많은 명령을 내릴 수 있다.— Bob Black, The Libertarian As Conservative, 1984

## 같이 보기
- 포스트 레프트 아나키